# John Venn

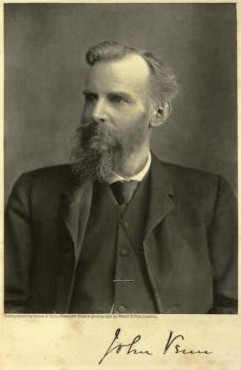
Semnătura lui John Venn

John Venn (n. 4 august 1834, Kingston upon Hull, Anglia, Regatul Unit al Marii Britanii și Irlandei – d. 4 aprilie 1923, Cambridge, Anglia, Regatul Unit) a fost un logician și filozof englez.
Este celebru pentru introducerea așa-numitei diagrame Venn, utilizată în diverse domenii ca: teoria mulțimilor, teoria probabilităților, logică, statistică și informatică.

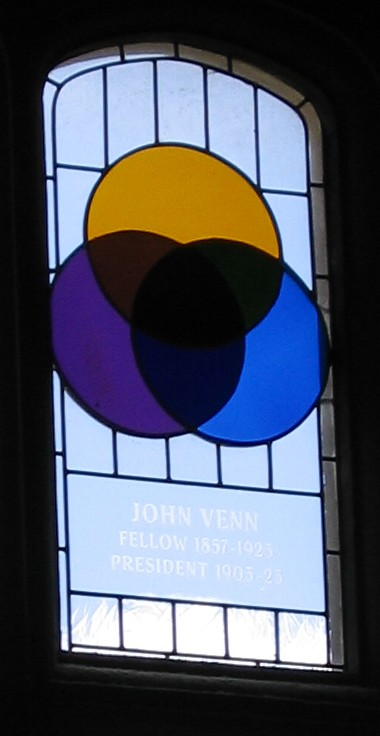
Vitraliu pictat la Gonville and Caius College din Cambridge, sugerând celebra diagramă Venn

## Biografie
John Venn s-a născut în 1834 la Hull, Yorkshire. Mama lui, Martha Sykes, originară din Swanland, în apropiere de Hull, a murit când John era fraged copil. În momentul nașterii lui John, tatăl său, Henry Venn, păstorea parohia din Drypool, lângă Hull. El provenea dintr-o familie distinsă. Tatăl său, bunicul lui John, reverendul John Venn, fusese paroh la Clapham, în sudul Londrei. El a condus așa-numita sectă Clapham, un grup de creștini evangheliști, care se întâlneau în biserica sa și propovăduiau reforma închisorilor și abolirea sclaviei și a sporturilor violente.
Henry Venn însuși a jucat un rol important în mișcarea evanghelistă, mai precis în cadrul Societății pentru Misiuni în Africa și Orient, ce fusese fondată în 1799 de clerici evangheliști ai Bisericii Anglicane și care fusese rebotezată în 1812  Societatea Misionară a Bisericii pentru Africa și Orient (Church Missionary Society for Africa and the East). Henry Venn a fost secretar al Societății începând din 1841. El s-a mutat la Highgate, lângă Londra, unde și-a continuat activitatea până la moartea sa.
John Venn a primit o educație strictă. Familia îl destinase carierei clericale, conform pildei bunicului și a tatălui. După ce a învățat un timp la Școala Highgate, a fost înscris în 1853 la Colegiul Gonville and Caius din Cambridge. El l-a absolvit în 1857 și, la scurt timp după aceea, a fost ales profesor asistent la acest colegiu. El a fost hirotonisit diacon la Ely în 1858 și a devenit preot în 1859. În 1862 s-a întors la Cambridge, ca profesor de științe morale.
Principalul domeniu de interes al lui John Venn a fost logica, el devenind autorul a trei cărți cu acest subiect: The Logic of Chance („Logica aleatoare”, 1866), o introducere în teoria probabilității frecvențiale, Symbolic Logic („Logica simbolică”, 1881), în care a prezentat, printre altele, diagramele care îi poartă numele, și The Principles of Empirical Logic („Principiile logicii empirice”, 1889).
În 1883  Venn a fost ales membru al Societății regale din Londra. În 1897, el a scris o carte de istorie a colegiului în care a învățat și predat, numită „Istoria biografică a Colegiului Gonville and Caius, 1349-1897”. El a început o compilație de note biografice ale studenților de la Universitatea din Cambridge, continuată mai târziu de fiul său, John Archibald Venn (1883-1958), și publicată în Cantabrigienses Alumni, în 10 volume, între 1922 și 1953.
A murit în 1923, la vârsta de 88 ani, la Cambridge, și a fost îngropat în cimitirul din apropierea Bisericii Trumpington.

## Premii și onoruri
- 1883 - membru al Royal Society.

## Scrieri
- 1866: The Logic of Chance
- 1881: Symbolic Logic
- 1889: Principles of Empirical Logic.